# Gradejnița, Loveci
Gradejnița (în bulgară Градежница) este un sat în comuna Teteven, regiunea Loveci,  Bulgaria. 

## Demografie
Componența etnică a satului Gradejnița
     Nicio identificare (23,07%)
     Bulgari (76,7%)
     Altele (0,21%)
La recensământul din 2011, populația satului Gradejnița era de 1.846 locuitori. Din punct de vedere etnic, majoritatea locuitorilor (76,7%) erau bulgari. Pentru 23,07% din locuitori nu este cunoscută apartenența etnică.